# Citroën 46

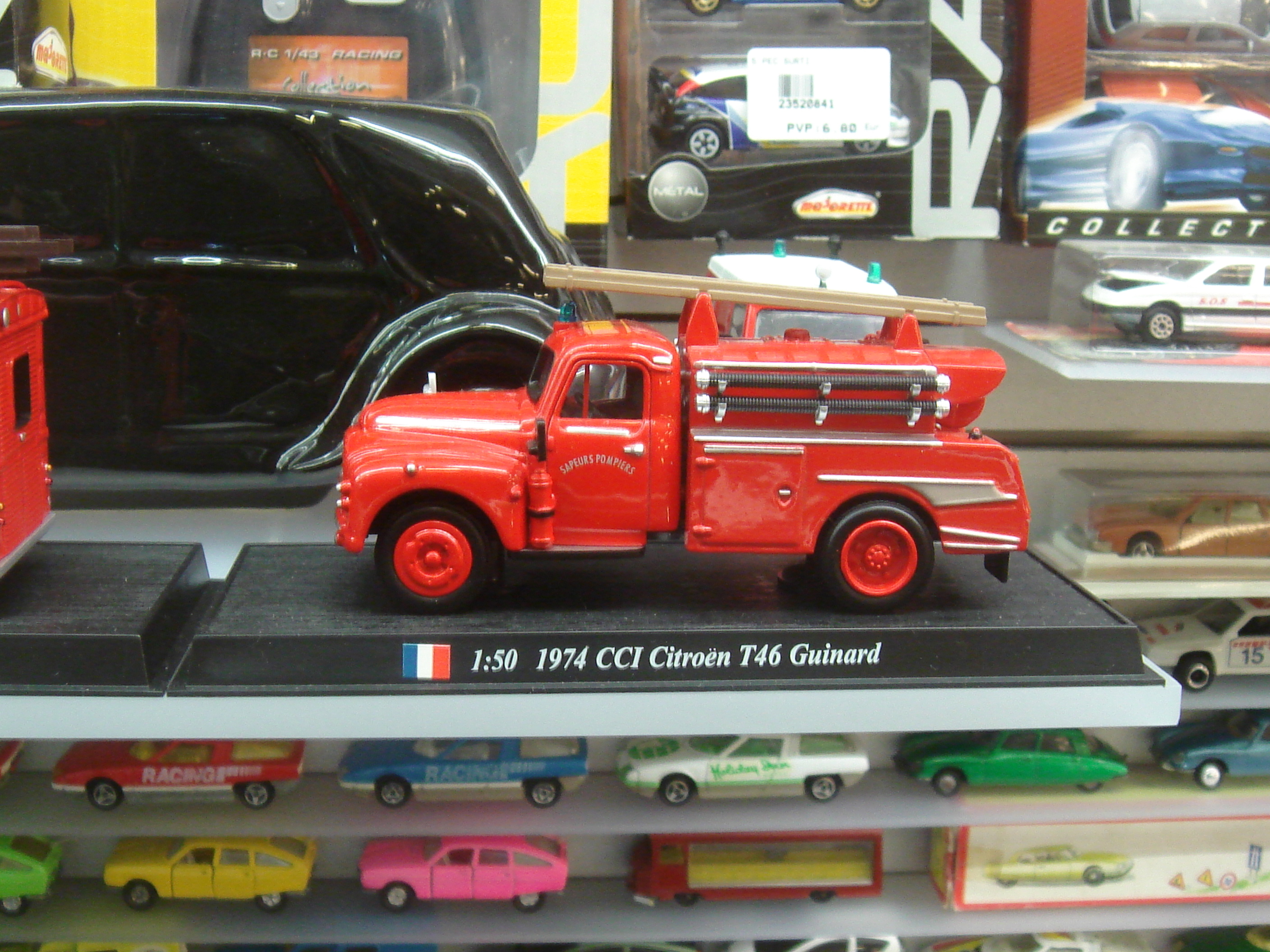
Modèle réduit du T46.

La Citroën T46 est un camion de Citroën conçu en France et fabriqué notamment en 1962. Il s'agirait d'une version plus puissante du Citroën U55.

## Dans la culture
Ce modèle aurait servi d'inspiration à Maurice Tillieux pour le « camion russe » de la bande dessinée Le Chinois à deux roues de la série Gil Jourdan.